# Clarence C. Gilhams

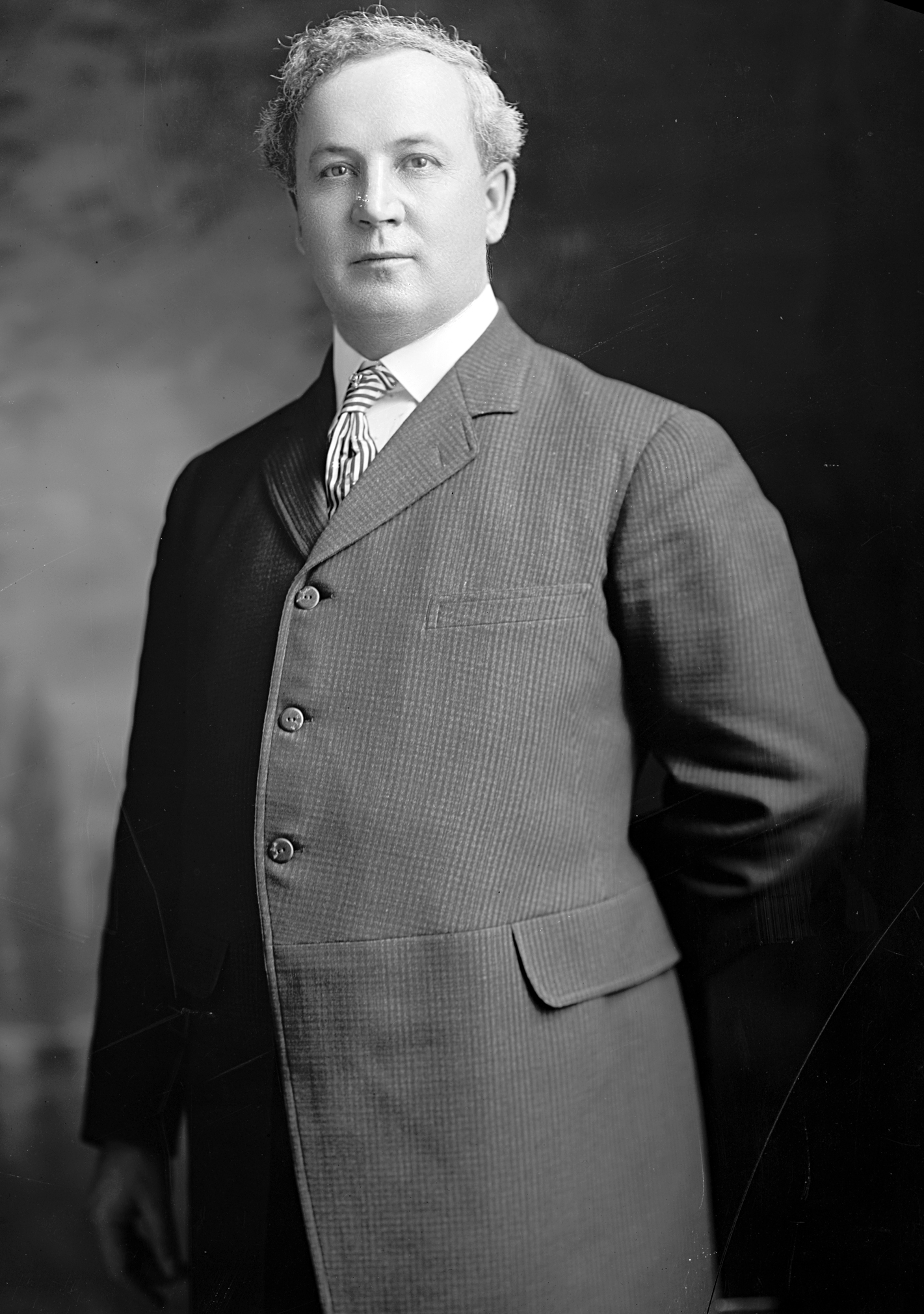
Clarence C. Gilhams

Clarence Chauncey Gilhams (* 11. April 1860 in Brighton, LaGrange County, Indiana; † 5. Juni 1912 in LaGrange, Indiana) war ein US-amerikanischer Politiker. Zwischen 1906 und 1909 vertrat er den Bundesstaat Indiana im US-Repräsentantenhaus.

## Werdegang
Clarence Gilhams besuchte die öffentlichen Schulen seiner Heimat und danach die State Normal School in Terre Haute. In der Folge arbeitete er als Lehrer und Händler. Zwischen 1894 und 1902 war er Revisor im LaGrange County. Außerdem wurde er im Lebensversicherungsgeschäft tätig. Politisch war er Mitglied der Republikanischen Partei.
Nach dem Rücktritt des Abgeordneten Newton Gilbert wurde Gilhams bei der fälligen Nachwahl für den zwölften Sitz von Indiana als dessen Nachfolger in das US-Repräsentantenhaus in Washington, D.C. gewählt, wo er am 6. November 1906 sein neues Mandat antrat. Nach einer Wiederwahl konnte er bis zum 3. März 1909 im Kongress verbleiben. Im Jahr 1908 unterlag Gilhams dem Demokraten Cyrus Cline. Nach einem Jurastudium wurde er im Jahr 1910 als Rechtsanwalt zugelassen. Außerdem arbeitete er weiter in der Versicherungsbranche. Clarence Gilhams starb am 5. Juni 1912 in LaGrange.